# Curt Mattson
Curt Gustav Mauritz Mattson (30 de outubro de 1900 - 13 de julho de 1965) foi um marinheiro finlandês. Ele competiu nos 6 metros mistos nos Jogos Olímpicos de Verão de 1936.